# Egestorff-Stiftung

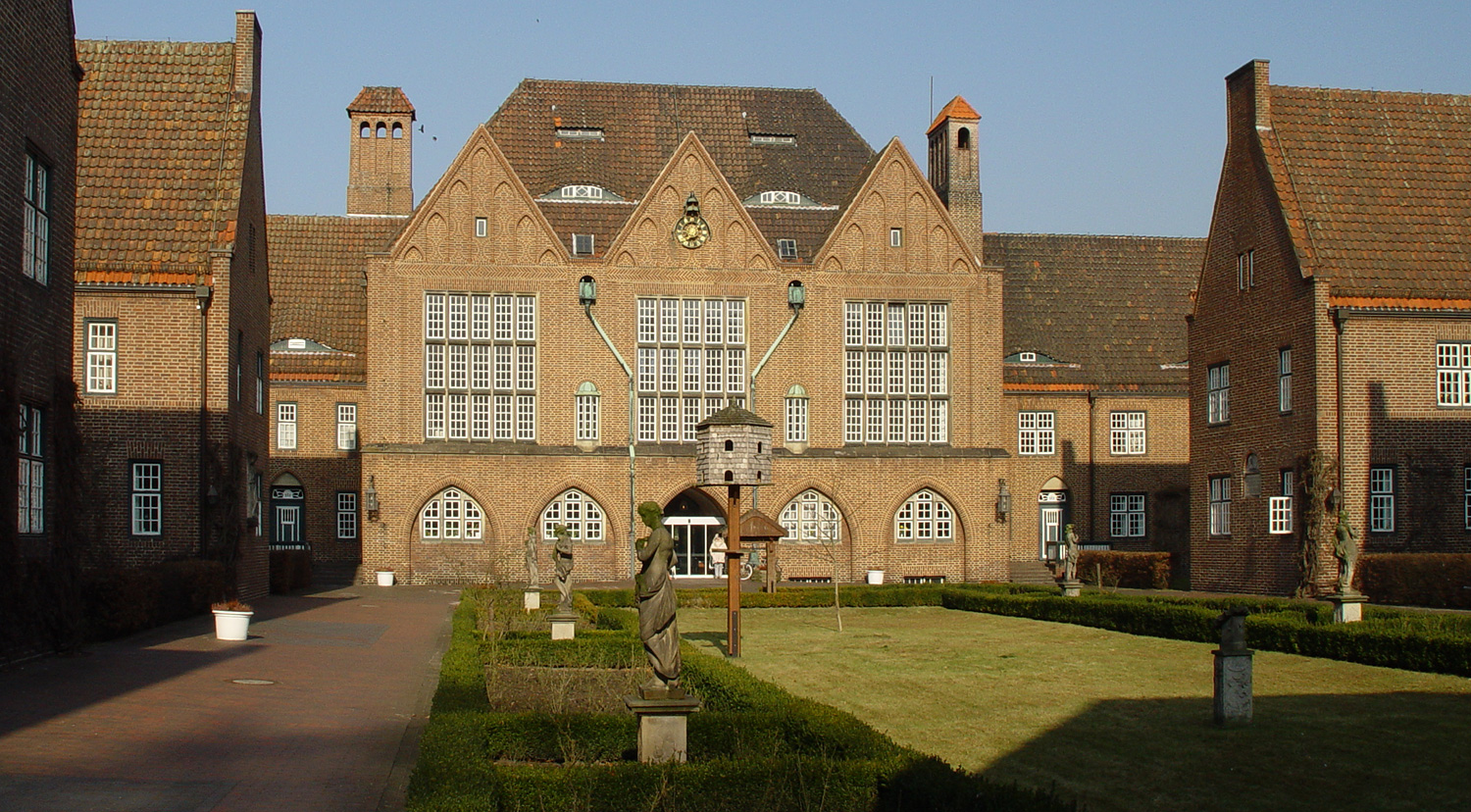
Innenhof des Altenheims von 1912 mit Gartenplastiken aus dem 18. Jahrhundert

Die Egestorff-Stiftung, seit 1962 Egestorff-Stiftung-Altenheim, wurde durch Zusammenlegung zweier Stiftungen errichtet und ist als kirchliche Stiftung der Bremisch-Evangelischen Kirche zugeordnet. Verwaltet wird sie von den Diakonien der St.-Petri-Domgemeinde und der Ansgarii-Gemeinde. Das Alten- und Pflegeheim im Bremer Stadtteil Osterholz befindet sich seit 1912 in zum Teil denkmalgeschützten Gebäuden. Die Bezeichnung Egestorff-Stiftung ist heute auch für die Einrichtung gebräuchlich.

## Geschichte

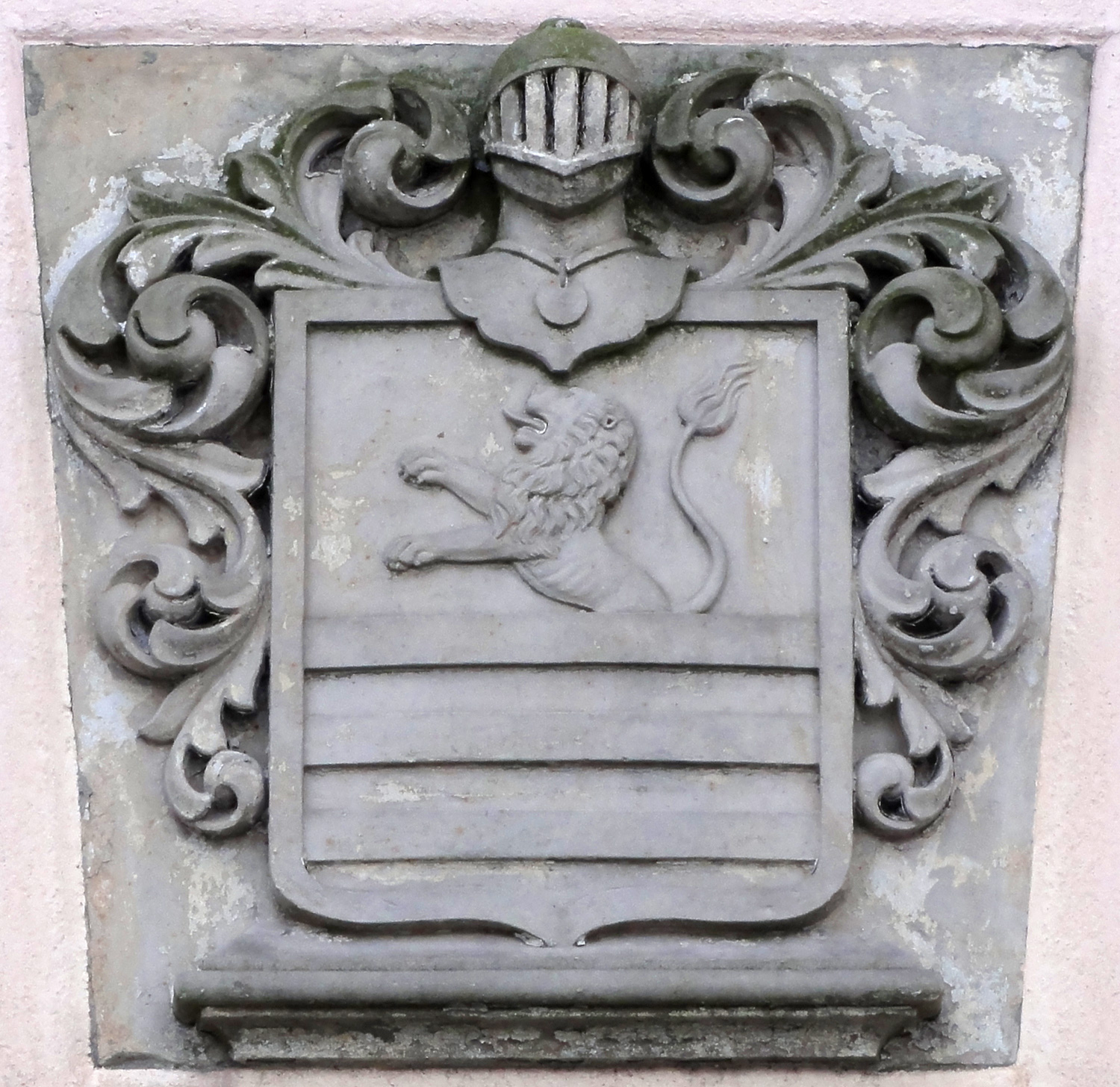
Wappen von Büren

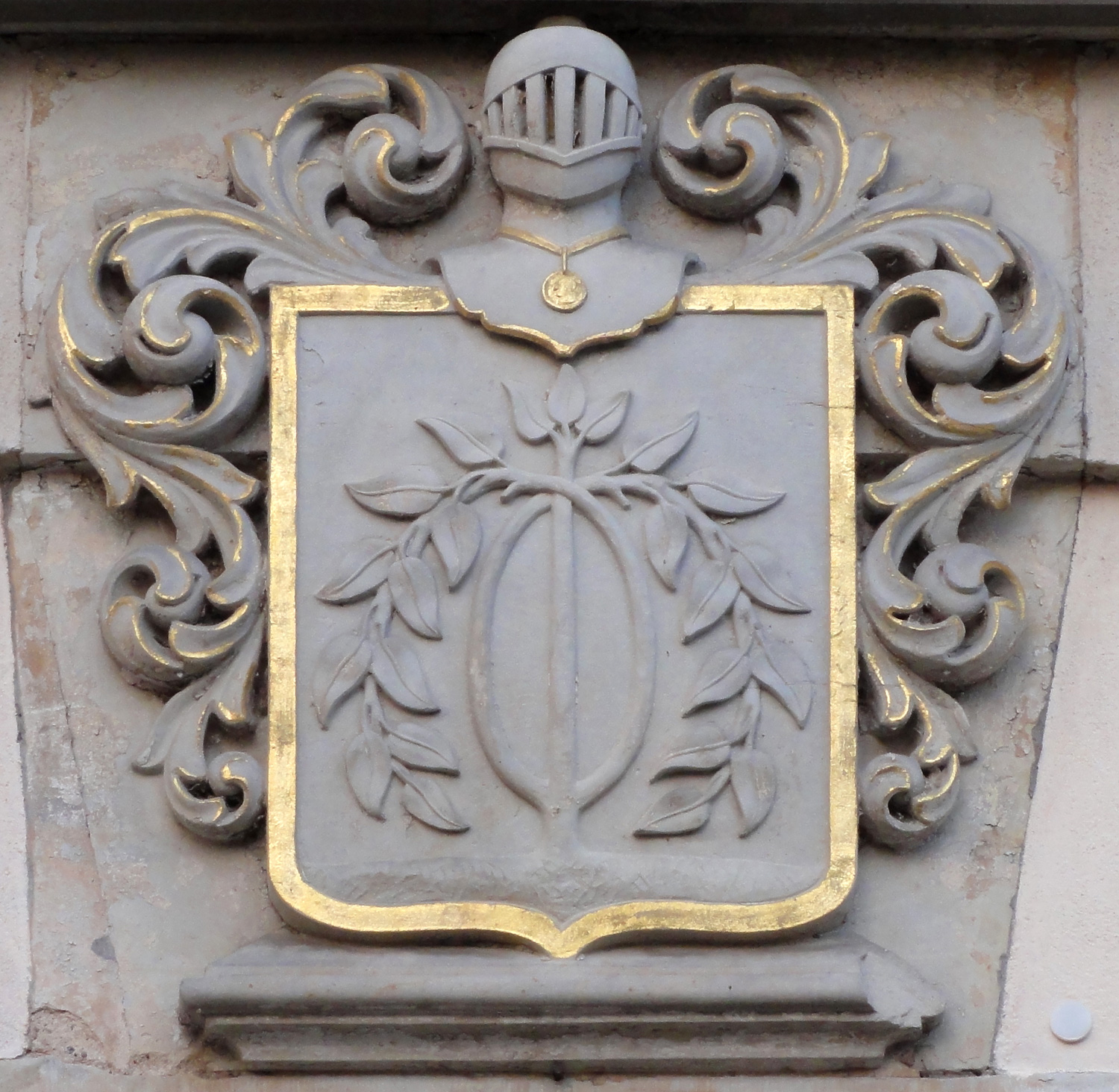
Wappen Oelrichs

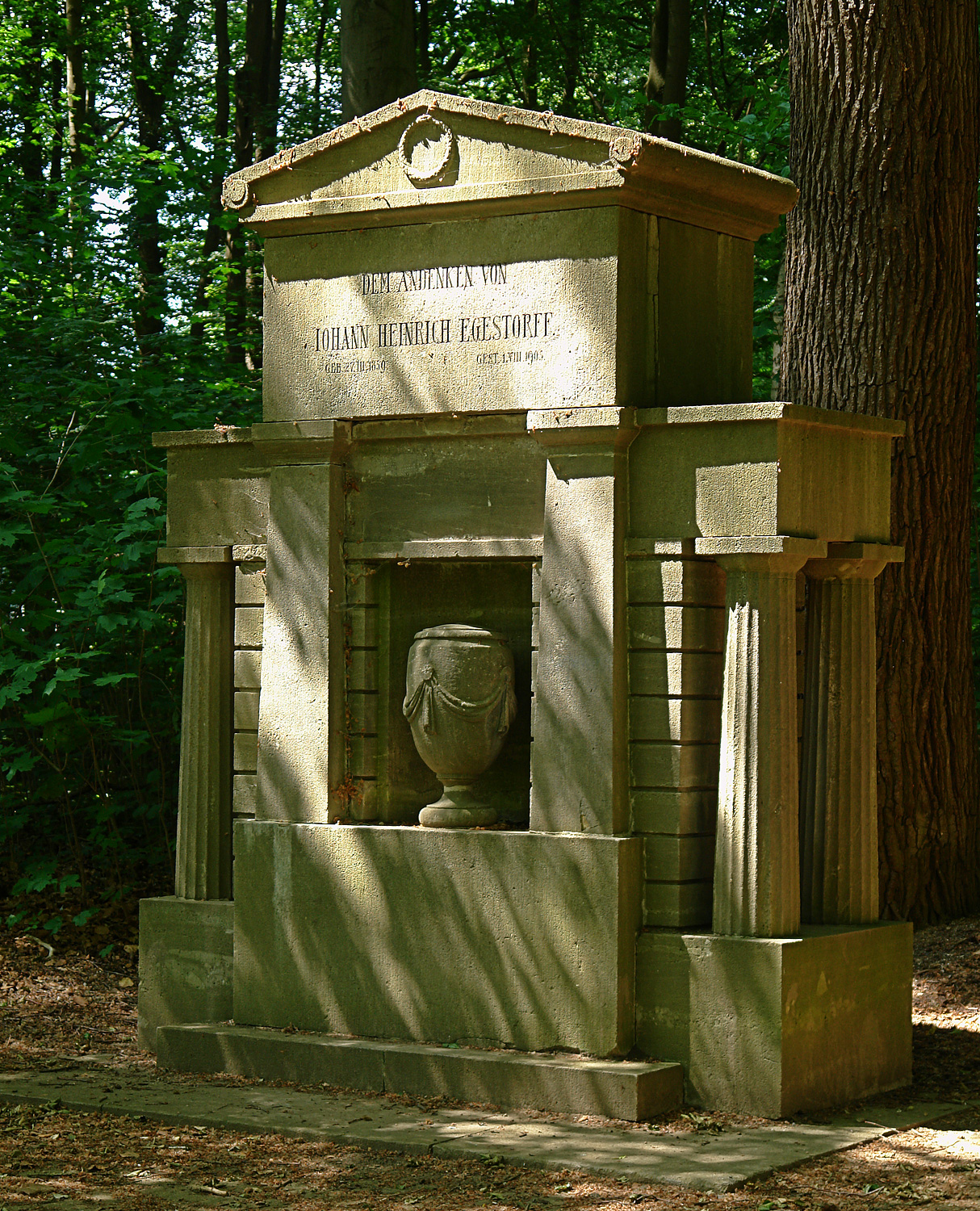
Egestorffs Urnengrab im Park

Der Bremer Bürgermeister Daniel von Büren der Ältere erwarb 1539 – nach Ablauf seiner Bürgermeisterzeit – einen Gutshof mit rund 75 Morgen Land in Tenever, um sich dort im Sommer zur Erholung aufzuhalten. Der weit vor den Toren Bremens gelegene Meierhof mit Gutsherrenwohnung, ein sogenanntes Vorwerk, war über mehrere Generationen im Besitz der Ratsfamilie von Büren. Der letzte männliche Vertreter, Hermann Daniel von Büren, starb 1755 mit 46 Jahren. Durch die Heirat seiner Tochter Almata (1751–1828) mit dem kaiserlichen Rat und Residenten zu Frankfurt am Main und Syndikus der Elterleute in Bremen Gerhard Oelrichs (1727–1789) ging das Teneversche Gut 1775 an die Kaufmanns- und Juristenfamilie Oelrichs über.
1892 erwarb Johann Heinrich Egestorff (1859–1905) von der Witwe Eduard Julius Oelrichs den inzwischen auf 220 Morgen angewachsenen Landsitz. Der vermögende Junggeselle legte in seinem Testament die Basis für den Bau des Altenheims Egestorff-Stiftung, indem er den Bremischen Staat zum Erben seines Besitzes ernannte. Allerdings unter der Bedingung, das Vermögen für eine wohltätige Stiftung zu verwenden: „Mein zu Tenever belegender Grundbesitz, bestehend aus Herrenhaus, Hofmeierhaus, Stallungen, Park, Acker und Feldländereien, soll als Egestorff’s Stiftung ein Ruhesitz für würdige bedürftige alte Männer und Frauen werden, in welchem dieselben bis an ihr Lebensende unentgeltlich oder gegen Vergütung wohnen und verpflegt werden.“ Nach Egestorffs Tod am 1. August 1905 wurde diesem Vermächtnis entsprochen. Die Stiftung wurde 1908 eingerichtet.
Stiftungen werden vereint

Eine ältere Stiftung geht auf den Beschluss der Bremer Bürgerschaft von 1692 zurück, ein Heim für Arme, Kranke und alte Bürger in der Nähe der heutigen Stephanikirche zu errichten. Das von Ratsbaumeister Hermann Brüggemann an der Großenstraße erbaute Armenhaus wurde 1696 eröffnet (das Gebäude wurde im Zweiten Weltkrieg total zerstört, jetzt befindet sich dort der Focke-Garten). Die Finanzierung und Verwaltung übernahmen die Diakonien der innerstädtischen Gemeinden (Unserer Lieben Frauen, St. Martini, St. Stephani und St. Petri Dom). Die später als Altenheim geführte Institution, die seit 1779 unter eigener Verwaltung gestanden hatte, wurde 1912 in einen Neubau nach Tenever verlegt.
Für den Bau des Altenheims auf dem Egestorffschen Grundstück in Tenever wurde die Egestorff Stiftung von 1908 mit der seit 1692 bestehenden Stiftung Armenhaus (später Stiftung Altenheim) der Altstadtgemeinden zusammengeführt. Seit dem 17. März 1952 trägt die Institution die offizielle Bezeichnung Egestorff-Stiftung-Altenheim und ist eine Stiftung privaten Rechts.

## Baugeschichte und Parkanlage

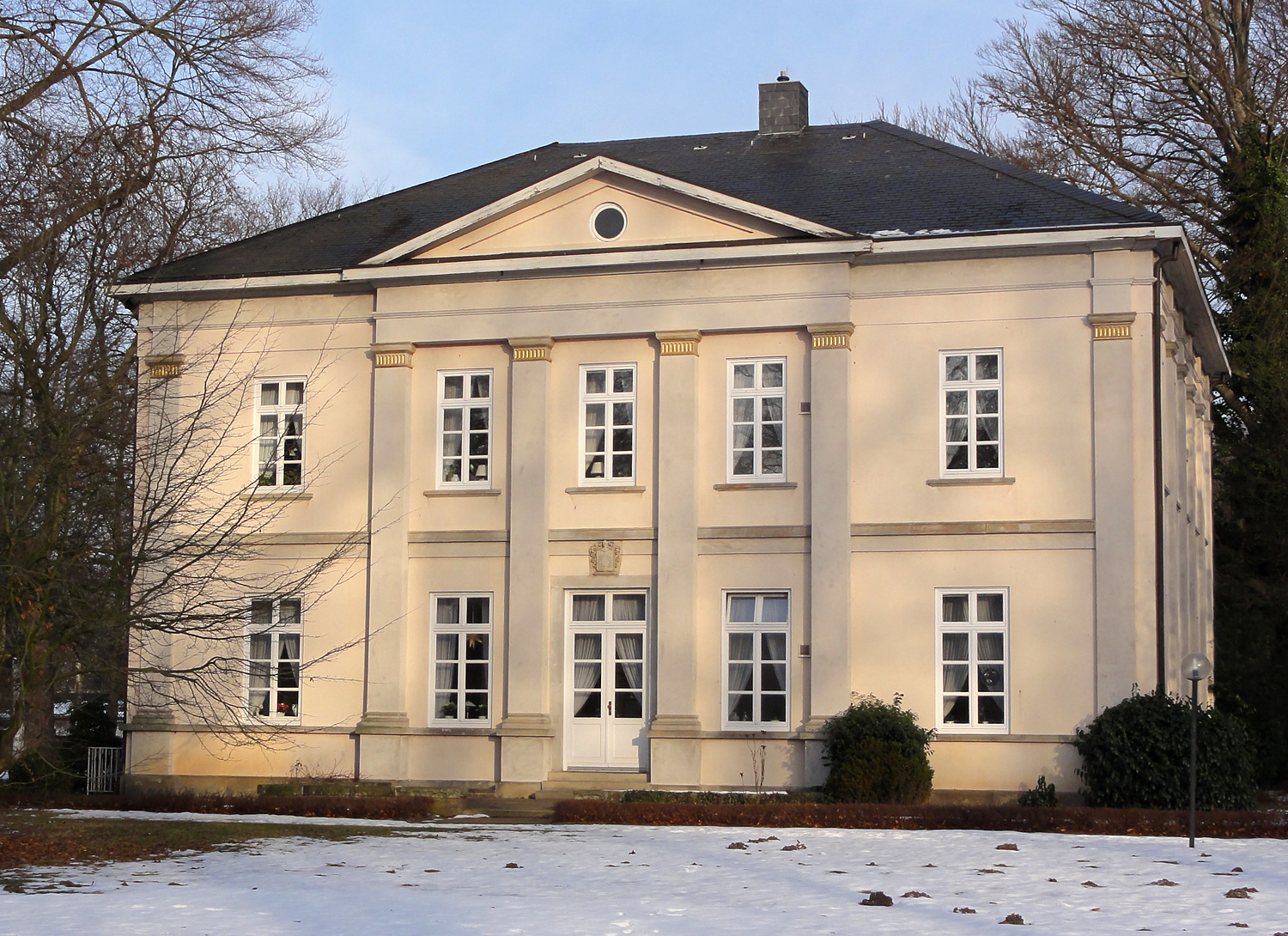
Herrenhaus mit Wappen Oelrichs

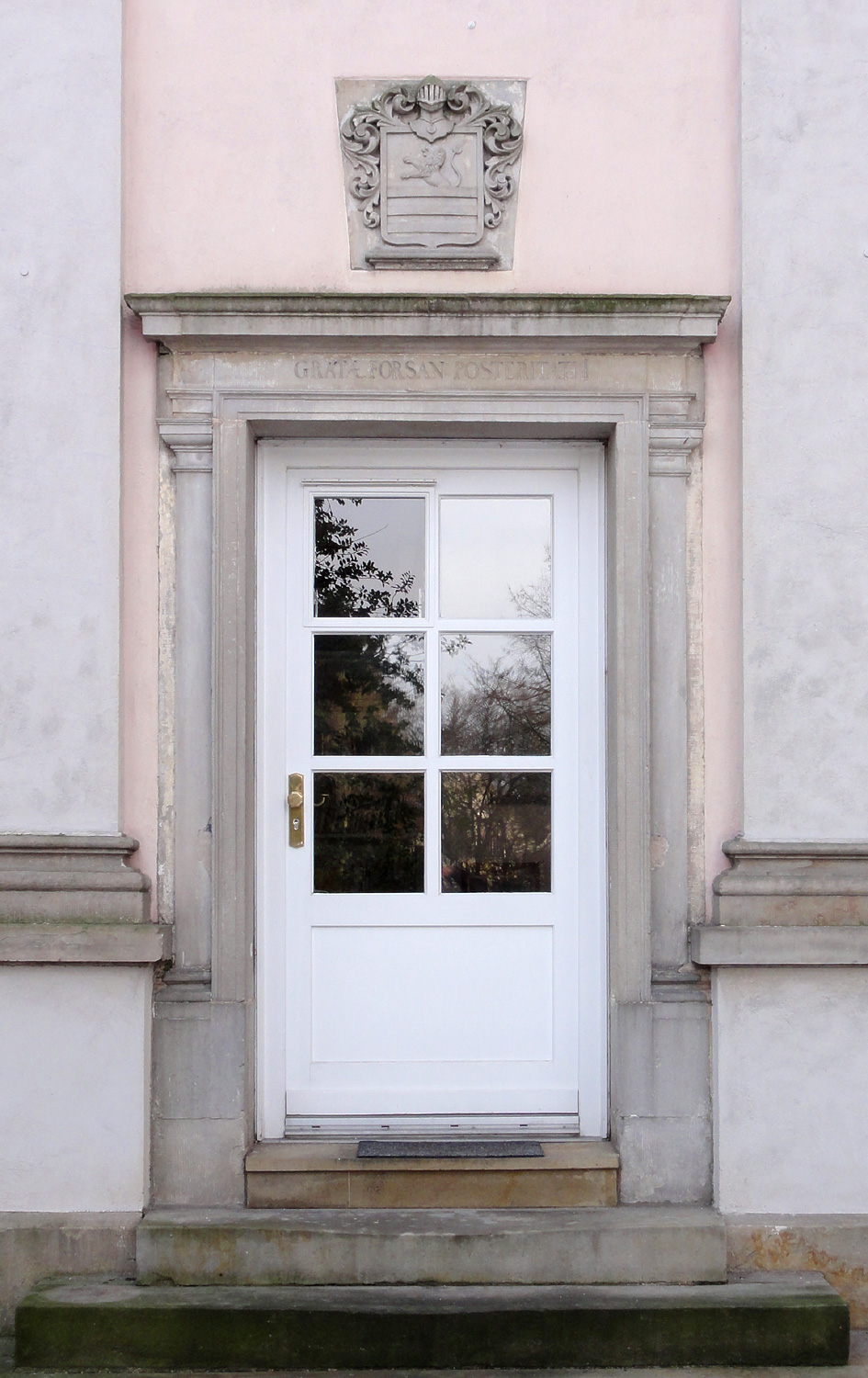
Westeingang mit Wappen von Büren

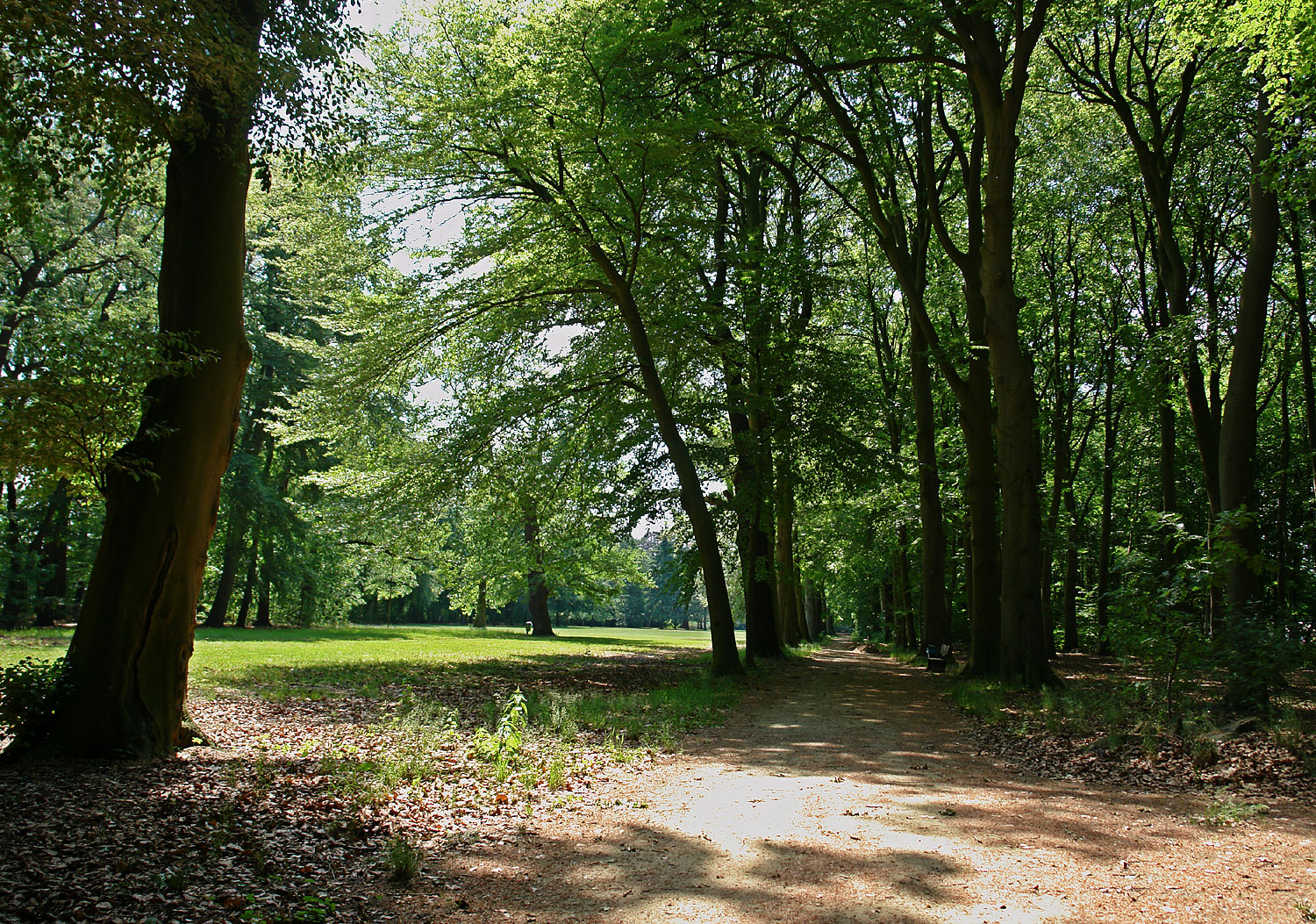
Eichenallee Richtung Herrenhaus

### Herrenhaus
Von dem historischen Gebäudebestand des ehemaligen Landguts ist nur das zweigeschossige, spätklassizistische Landhaus von Büren-Oelrichs als Herrenhaus von um 1857 erhalten geblieben. Das Gebäude mit nahezu quadratischem Grundriss weist an jeder Seite Pilaster auf, die an der zur Straße weisenden Vorderfront ausdrucksvoll gestaltet sind und mit drei Fensterachsen einen Mittelresalit bilden. Diese Pilaster der sogenannten Kolossalordnung sind ein Bauelement des deutschen Barock, das in Bremen in jenen Jahrzehnten des 18. Jahrhunderts gerne verwendet wurde. Kunstvoll gestaltet ist auch der westliche Eingang mit halben Pilastern beiderseits der Tür und der auf Freude und Dank der Nachwelt hoffenden Inschrift „gratae forsan posteritati“ im Gesims unterhalb des von Bürenschen Wappen.
Das Gutshaus wurde verschiedentlich in die Zeit vor 1755 datiert. Das von Bürensche Wappen am Westeingang des Herrenhauses und das Oelrichssche Wappen über dem südlichen Haupteingang ließen die Annahme zu, dass der junge Ratsherr Hermann Daniel von Büren noch vor seinem Tode 1755 mit dem Bau begonnen und sein späterer Schwiegersohn Gerhard Oelrichs ihn vollendete hätte. Auf der Katasterkarte von 1833/34 ist das große Herrenhaus zu diesem Zeitpunkt allerdings noch nicht eingezeichnet, was eine Datierung in die Mitte des 19. Jahrhunderts wahrscheinlicher machte. Diese These bestätigte sich, als 1975/76 Baumaßnahmen am Herrenhaus durchgeführt wurden, bei denen das Innere baulich erneuert und nur die historische Fassade wiederhergestellt wurde. Man stellte fest, dass das Gebäude auf einen Vorgängerbau zurückging, der nur zwei Fensterachsen besessen hatte. Die Neuaufteilung der zweiachsigen Vorderfront in fünf Achsen muss, darauf deuten Makulaturfunde hin, um 1857 vorgenommen worden sein. Bauherr war der Kaufmann Eduard Julius Oelrichs (1807–1891).
Weitere Bauten aus dieser Zeit, wie die nach dem Umbau des Herrenhauses westlich in einem gesonderten neuen Hof gelegenen landwirtschaftlichen Gebäude, sind nicht erhalten geblieben. Letztlich richtete auch der Bombenangriff am 26. November 1943 erheblichen Schaden an. Eine Scheune brannte ab und der Schweinestall des Gutshofes wurde durch einen Volltreffer vernichtet.

### Park
Über die mittelalterliche Gestalt des gegen Ende des 19. Jahrhunderts 55 ha großen Vorwerks – weitere Ländereien lagen verstreut in Osterholz – ist nichts bekannt. Die Abmessungen des lang gestreckten Areals sind über die Jahrhunderte erhalten geblieben und entstammen mit ihrem typischen Verhältnis Breite zu Länge aus der Zeit der Landaufteilung während der Hollerkolonisation.
Die jüngere Ausstattung und Gestaltung des Parks fiel in die Zeit des letzten von Büren und vor allem seiner Tochter Almata. Ihr Stiefschwiegersohn war Simon Henrich Gondela, der 1792 in den Bremischen Senat gewählt worden war und von dem berichtet wird, dass es ihn wie seinen Freund Johann Smidt „nach dem Gut in Tenever in den Kreis der Rätin Oelrichs zog, in dem er bei seiner gesellschaftlichen Veranlagung manche heiterfröhliche Stunde verlebte“. Smidt und Gondela waren als Senatoren für die Umwandlung der Bremischen Wälle in Parkanlagen (ab 1802) zuständig. So wird vermutet, dass von Gondela auch einige Impulse für die Neugestaltung eines Parkteils des Landguts Büren-Oelrichs im landschaftlichen Stil ausgingen. Der vordere Parkteil wurde im barocken Stil angelegt, wobei sich die Grundkonzeption aus der Geländestruktur ergab: die geometrische Anlage war von einer Vielzahl kleinerer und größerer Gräben durchzogen, die ihn parallel zu seiner Längenausdehnung entwässerten. Diese Wasserläufe wurden vermutlich schon sehr früh in ein gartenkünstlerisches Konzept einbezogen, dessen Hauptmotiv eine etwa 300 m lange Eichen- und Buchenallee bildete. Sie erschließt noch heute das Gelände vom alten Herrenhaus bis etwa zur Mitte des gesamten Areals. Im südlichsten Teil des Grundstücks, dicht an der Osterholzer Heerstraße, stand ein Pavillon, den Gerhard Oelrichs 1785 erbauen ließ. Der Pavillon war von einer Doppelreihe Linden flankiert, von denen noch heute 18 Bäume existieren.

### Skulpturen

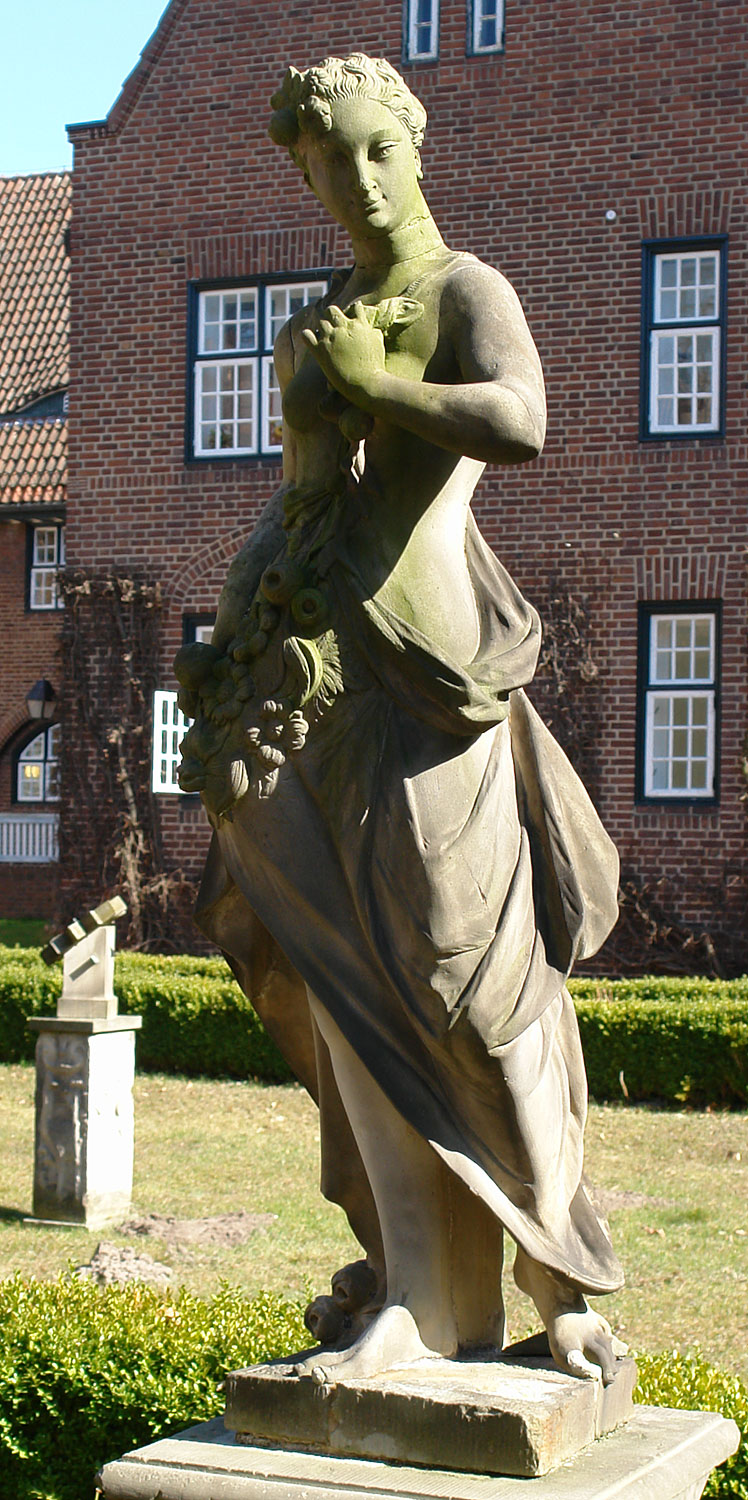
Sandsteinfigur „Frühling“

In der Nähe des Pavillons standen einst in einem lockeren Halbkreis sechs Sandsteinfiguren. Sie stammen aus der Werkstatt des bekannten Bremer Rokoko-Bildhauers Theophilus Wilhelm Frese (1696–1763). Die aus Obernkirchener Sandstein gehauenen, reich ornamentierten Figuren Frühling, Sommer und Herbst sowie Venus, Minerva (Athene) und Mars befinden sich jetzt – nach mehrmaligem Standortwechsel – im Innenhof des Altbaus, dem sogenannten Rosenhof.
Über diese Figuren schrieb am 26. Mai 1906 Egestorffs Testamentsvollstrecker an den Senator Hildebrand: „Auf dem Grundstück von Egestorff stehen vor dem Wohnhause einige altmodische, im Rokokostil gehaltene Figuren, eine Venus, ein Mars und dgl. Ich bin der Meinung, daß diese Figuren für die Stiftung keinerlei Interesse haben, es ist vielmehr zu befürchten, daß untätige Leute, welche auf dem Gute sich aufhalten, ihren Zeitvertreib darin suchen, die Figuren zu verstümmeln.“ Das Gewerbemuseum Bremen erklärte sich gerne zur Übernahme der „altmodischen“ Plastiken bereit, aber man folgte nicht dem Rat des Testamentsvollstreckers, sondern bezog die Figuren aus der Oelrichschen Zeit in die Parkgestaltung ein.
Im Rosenhof befinden sich auch
- eine Sonnenuhr aus Obernkirchener Sandstein mit einem reich verzierten (Akanthusornament, Eierstab) Sockel aus dem 18. Jahrhundert; ursprüngliche Aufstellung von dem Spieker, evtl. eine Arbeit von Theophilus Wilhelm Frese
- ein ehemaliger Taufstein aus dem Dom von Ernst Gorsemann, der als Vogelbrunnen dient.

Ebenfalls von Gorsemann stammen 12 Putten mit jahreszeitähnlichen Attributen aus dem Jahr 1950, sie stehen jetzt im Eichenrondell vor dem Haus Seekamp.
An der Westseite des Haupthauses steht eine Ritterfigur des Heiligen Michael aus Kupferblech (um 1900), eine Arbeit des Bildhauers Richard Grüttner. Die beiden 1901 für das Bremer Rathaus gestifteten Herolde von Rudolf Maison standen seit 1959 an der Eichenallee und sind 2007 nach einer Sanierung wieder an ihren Ursprungsort zurückgekehrt.

### Bischofstor und Urnengrab

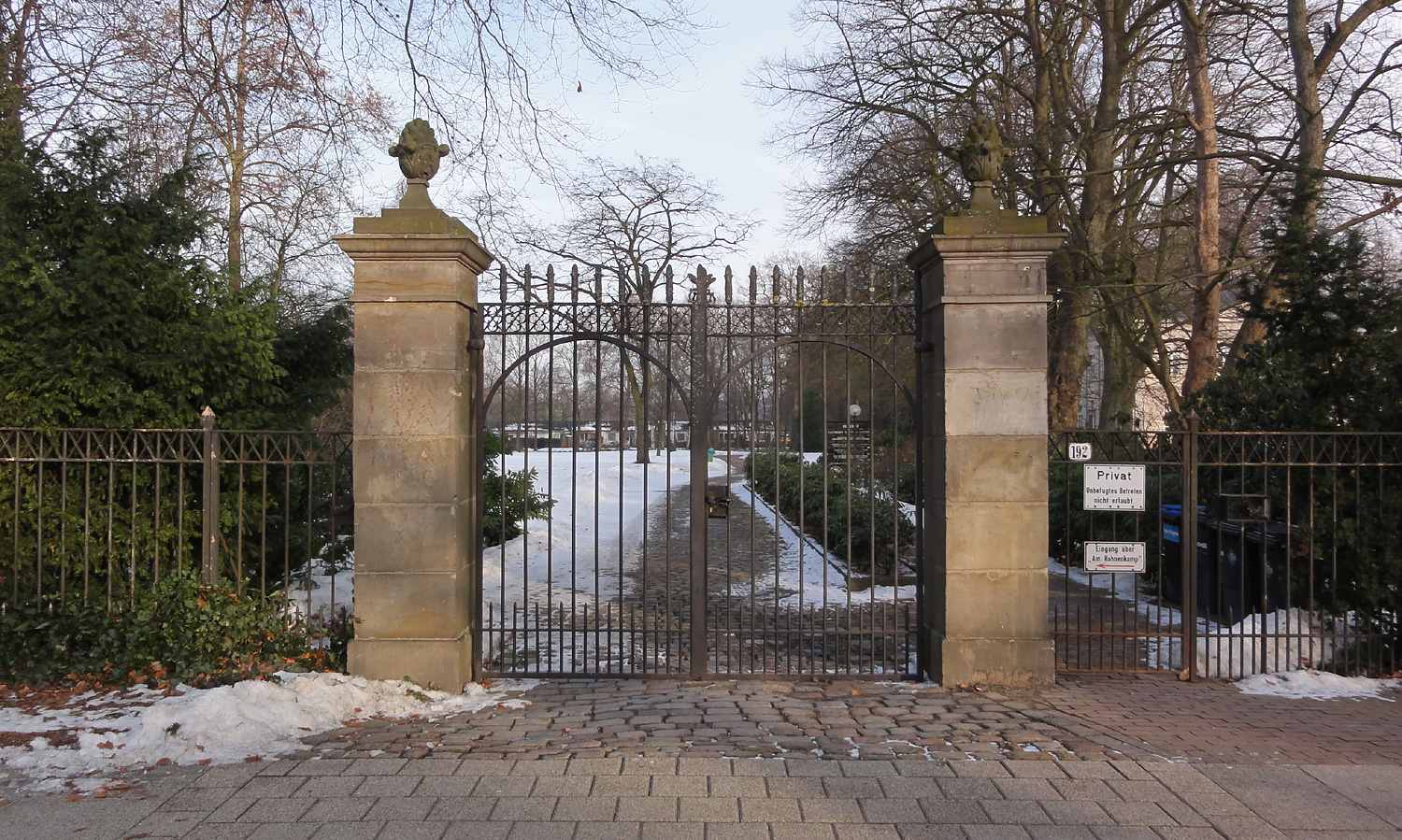
Das Bischofstor an der Osterholzer Heerstraße

Als Eingangstor zum Park hatte Johann David Oelrichs 1849 das von Friedrich Moritz Stamm entworfene ehemalige Bischofstor mit schmiedeeisernem Gitter erworben, das in den Wallanlagen die Sperre zwischen Bischofsnadel und Rembertivorstadt bildete. Es steht in unmittelbarer Nähe zum Herrenhaus an der Osterholzer Heerstraße und war seit 1912 das Eingangstor zur Egestorff-Stiftung. Die Laternen auf den Seitenpfosten wurden durch Pinienzapfen aus verschiedenen Bremischen Bürgerhäusern ersetzt. 1955 wurde ein Teil der Anlage wieder an den alten Standort versetzt.
An der Jahrhunderte alten Eichenallee, die sich vom Herrenhaus bis weit in das Grundstück erstreckt, steht das Grabmal für J. H. Egestorff. Das Urnendenkmal in Ädikulaform mit einer Urne in der Mitte stammt aus dem Jahr 1905 und wurde entworfen von der Bremer Architektengemeinschaft Abbehusen & Blendermann. Egestorff hat seine Bestattungsform in einer Testamentsbeilage vom 1. Februar 1899 selbst bestimmt: „Im Anschluss an mein am 25. März 1896 errichtetes Testament bestimme ich hiermit, daß ich nicht beerdigt, sondern verbrannt zu werden wünsche. Meine Asche soll auf meinem Landsitz aufbewahrt werden, in einem Grabmal, wie ich es entweder noch bei meinen Lebzeiten erbauen werde oder wie es von meinen Testamentsvollstreckern nach meinen ihnen mündlich erteilten Anweisungen zu errichten ist.“

### Haupthaus von 1912

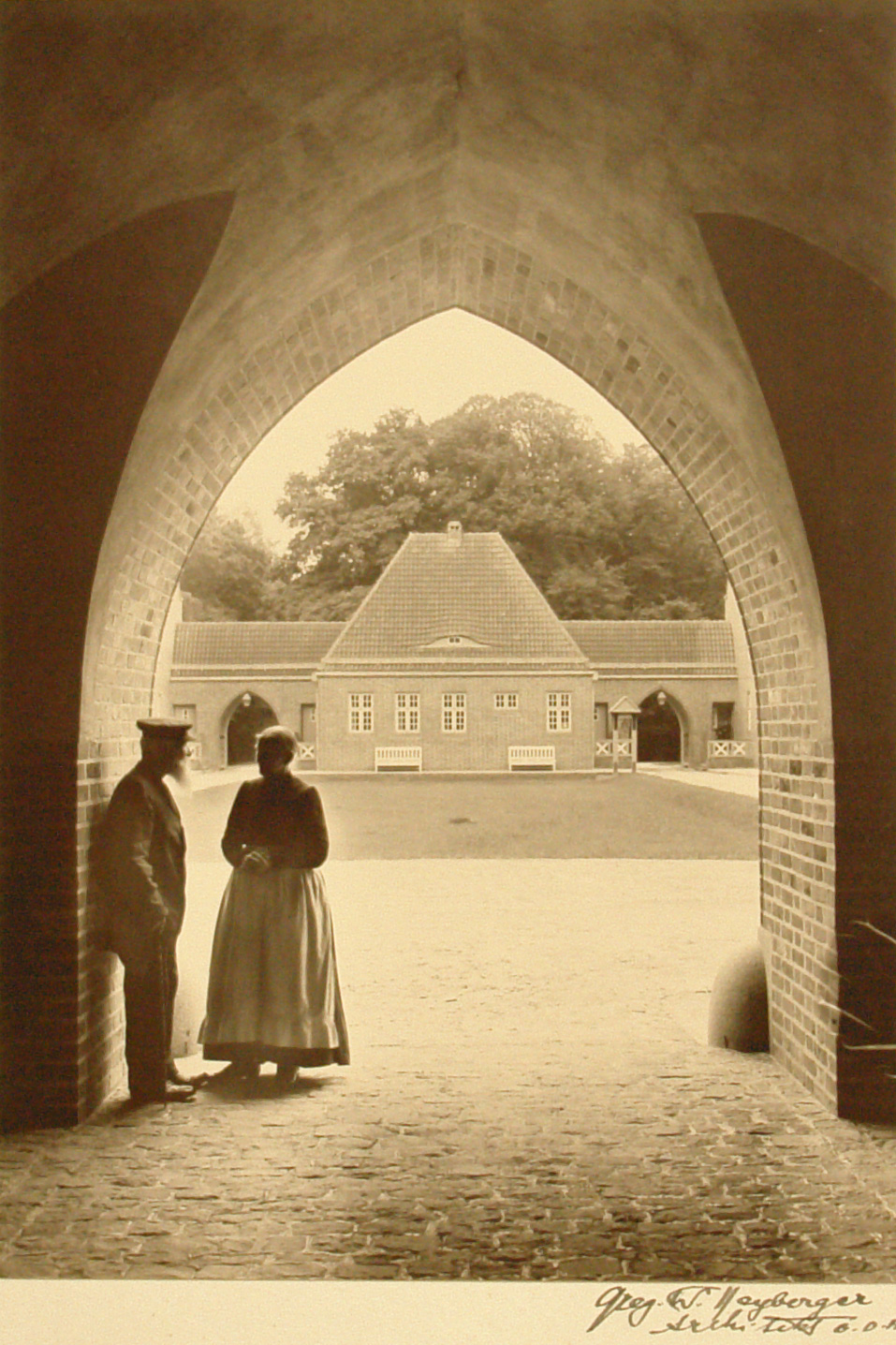
Innenhof (1912)

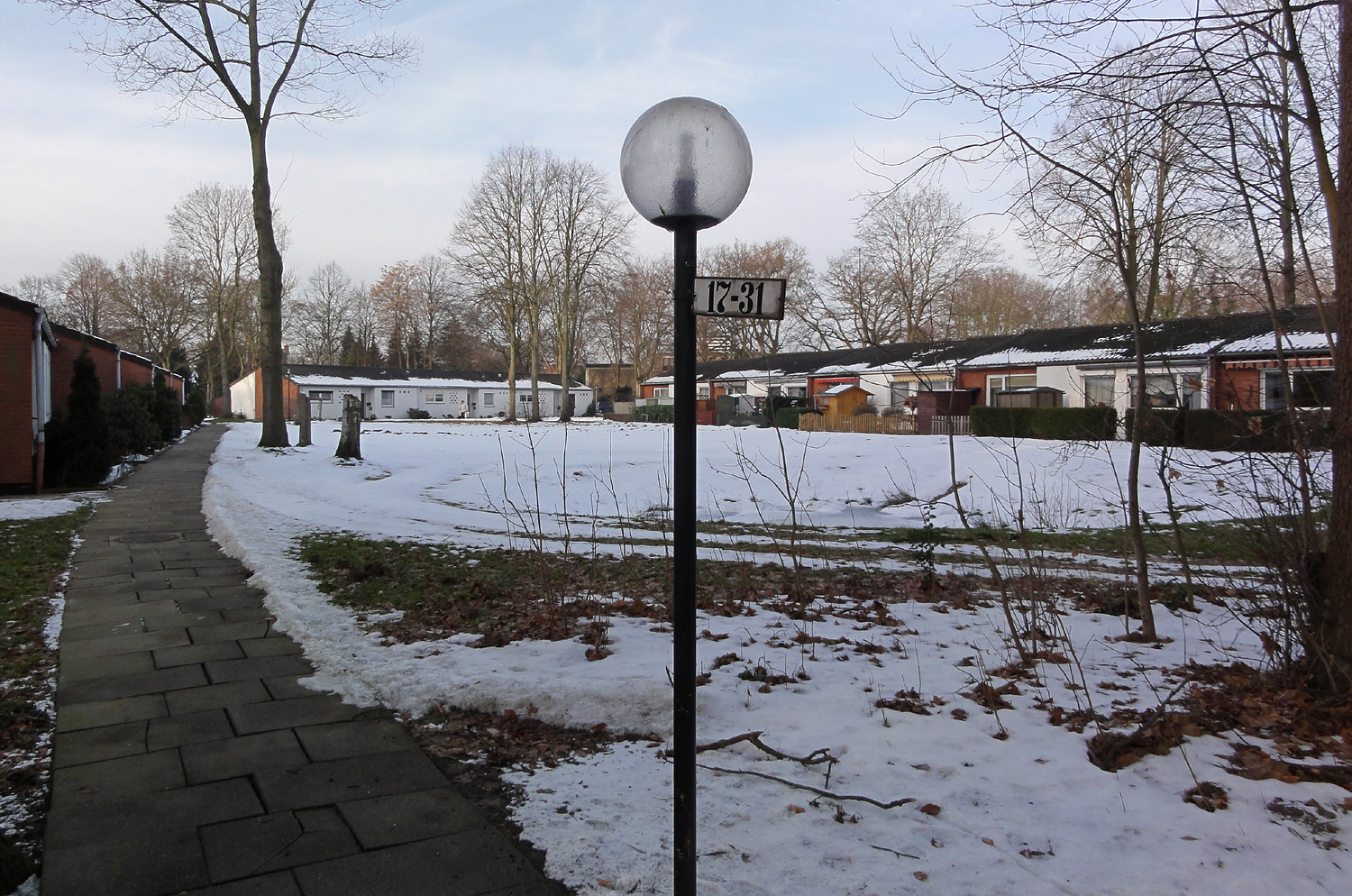
Die 1962 gebauten Altenwohnungen

Für den Neubau eines Altenheims in Tenever wurde 1908/1909 von der Stiftung ein Wettbewerb ausgeschrieben, an dem sich nur auf dem Staatsgebiet geborene oder dort ansässige Architekten beteiligen durften. Trotzdem war der Erfolg mit 61 Arbeiten ungewöhnlich groß. Den ersten Preis erhielt der junge Architekt Werner Heyberger am 5. September 1909 mit folgender Begründung: „Ein vorzüglich durchgearbeiteter praktischer Grundriß erhält durch die in den großen Hof hineingeschobenen Querbauten Geschlossenheit und intimen Charakter, Vorzüge, die auch dem architektonischen Aufbau in hohem Maße eigen sind. Die ganze Anlage konnte infolge dieser Geschlossenheit mit nur einem Obergeschoß durchgeführt werden. Einige Bedenken erregt die versteckte Lage der Vorsteherwohnung, welche aber andererseits dadurch wieder in die Mitte des Wirtschaftsbetriebes gebracht ist.“ Heyberger realisierte den Bau zusammen mit Diedrich Luley, einem der Preisträger des 2. Preises.
Der klosterartige Bau wurde 1909–1912 mit dem Erlös aus dem Verkauf des Altenheims an der Großenstraße errichtet und später erweitert. Heyberger plante das Gebäude nach dem Vorbild der Beginenhöfe mit einem Innenhof für kleine Gärten und jedes Zimmer soll einmal am Tag Sonnenlicht erhalten können. Die Wirtschaftsräume befinden sich an der Nordseite.

### Denkmalschutz
Von den Gebäuden aus Egestorffs Zeiten ist nur das Herrenhaus von 1857 erhalten geblieben.
1973 ist die Egestorff-Stiftung als Gesamtanlage unter Bremer Denkmalschutz gestellt worden. (Siehe dazu die Liste der Kulturdenkmäler in Osterholz). Unter Denkmalschutz stehen auch der Gutspark, die Skulpturen und Plastiken, der Taufstein, die Sonnenuhr, die Steinbank, das Grabmal J.H. Egestorff und das Bischofstor sowie das Altenheim und das Herrenhaus vom Altenheim.

## Egestorff-Stiftung-Altenheim
Das Haupthaus konnte 1912 von rund 100 Frauen und Männern aus dem ehemaligen Altenheim bezogen werden. Durch Anbauten wurde das Angebot für ältere Menschen seit den 1960er Jahren von einer selbstbestimmten Gestaltung der Lebensweise bis zur Intensivpflegestation kontinuierlich ausgebaut. Heute leben in den verschiedensten Abteilungen der Stiftung circa 400 Menschen.
Nach der Flutkatastrophe 1962 wurden Altenwohnungen mit 159 Plätzen auf dem Gelände errichtet. 1976 wurde mit Mitteln einer Stiftung das Altenheim im Herrenhaus erneuert.